# Bond Cars
Sharp's Commercials Ltd., vanaf 1964 Bond Cars Ltd. was een Britse autofabrikant, gevestigd aan Ribbleton Lane in Preston. Het bedrijf werd in februari 1969 overgenomen door de Reliant Motor Company uit Tamworth en halverwege 1970 gesloten. Desondanks gebruikte Reliant de naam "Bond" nog tot 1974, toen de Bond Bug uit productie ging. 

## Geschiedenis
Sharp's Commercials was een dochteronderneming van de Loxhams and Bradshaw Group. Na de Tweede Wereldoorlog kreeg het bedrijf van het Britse Ministry of Supply de opdracht om door de oorlog beschadigde voertuigen op te knappen. De directeur was een oud-militair, Colonel Gray. 
Rond 1947 werd Gray benaderd door de industrieel ontwerper Lawrie Bond. Die had voor zijn vrouw Pauline een driewielig autootje ontworpen om boodschappen te doen. Bond wilde een serieproductie opstarten en wist dat het contract tussen Sharp's Commercials en het ministerie in 1948 af zou lopen. Hij hoopte de fabriek van Gray te huren voor de bouw van zijn driewielers. Gray weigerde dat, maar kwam met Bond overeen dat hij het ontwerp van deze Bond Minicar zou kopen, op voorwaarde dat de naam "Bond" eraan zou worden verbonden.

### Bond Minicar (1949-1966)

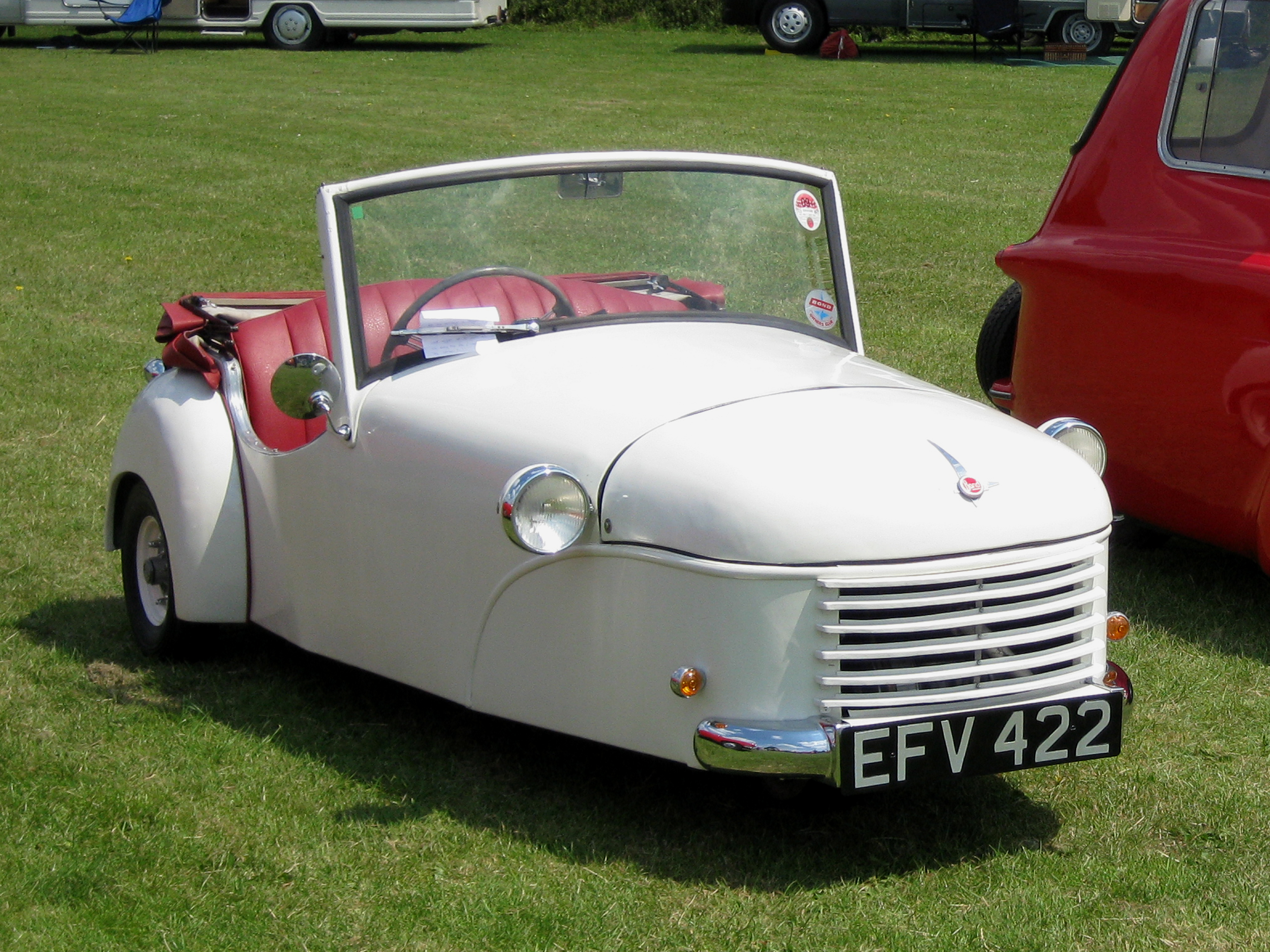
Bond Minicar Mark B uit 1951, het uiterlijk is gelijk aan het oorspronkelijke ontwerp van Lawrie Bond

Zo ontstond de Bond Minicar. Er was veel gebruikgemaakt van Lawrie Bond's kennis van vliegtuigmaterialen en de auto was voor een groot deel van verschillende aluminium-legeringen gemaakt. Hij had een 122cc-Villiers 10D-luchtgekoelde tweetaktmotor die 5 pk leverde. De motor was op het voorwiel gemonteerd en draaide ook met dat wiel mee als er gestuurd werd. Bij een demonstratie van het door Bond zelf gebouwde prototype werd met twee personen aan boord een helling van 25% genomen. De auto had een drieversnellingsbak en woog slechts 140 kg. De kruissnelheid was ongeveer 50 km/uur. Gray wilde zich met de Minicar vooral op motorrijders richten. Uit onderzoek halverwege de jaren vijftig bleek inderdaad dat veel klanten motorrijders waren die een gezin hadden gesticht. De auto mocht met een motorrijbewijs bestuurd worden, maar dat betekende wel dat er geen achteruitrijinrichting aanwezig mocht zijn. Daardoor werd auto echter alleen maar goedkoper. Gray prestenteerde de auto op de Motorcycle Show van 1949 en was verrast door het grote aantal reacties. Hij moest zelfs extra personeel laten komen om de vragen van aspirant-kopers te beantwoorden. De productie ging van start met ongeveer 15 auto's per week. In juni 1950 vierde men de productie van de 1.000e auto. Tot 1966 bleef de Minicar in verschillende uitvoeringen in productie. 

### Bond scooters (1958-1962)
In 1958 bracht Sharp's twee bijna identieke scootermodellen op de markt, de Bond P1 en de Bond P2. Het verschil zat in de motoren, die beiden van Villiers kwamen: de P1 had een 148cc-motor en de P2 had een 197cc-motor. Al in 1959 verschenen de P3 en de P4, met dezelfde motoren maar lichte wijzigingen aan het uiterlijk en het frame. De verkopen vielen tegen en in 1962 stopte men met de scooterproductie.

### Bond Equipe (1963-1970)

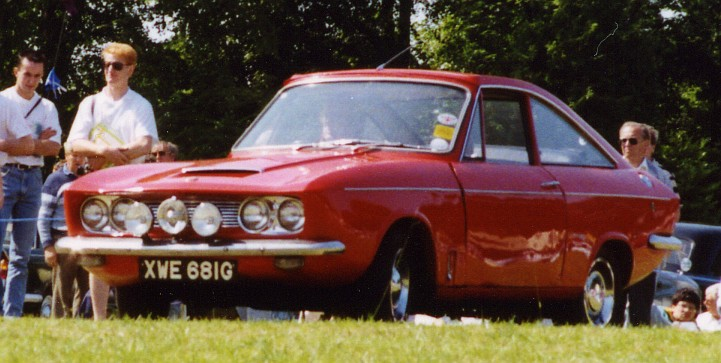
Bond Equipe 2 litre saloon Mk 2

Toen de Minicars door gewijzigde belastingtarieven in 1962 minder interessant voor klanten werden, besloot directeur Tom Gratix ook vierwielige sportwagens te gaan maken om de werkgelegenheid veilig te stellen. Dit resulteerde in een samenwerking tussen Standard Triumph en ontwerpers Alan Pounder en Lawrie Bond. Die ontwierpen de Bond Equipe GT op een Triumph Herald-chassis met de motor van de Triumph Spitfire Mk I. In 1964 volgde de Bond Equipe GT4S (4-seater), in 1967 de Bond Equipe GT4S 1300 en in hetzelfde jaar de Bond Equipe GT 2-Litre Saloon. Deze laatste was gebouwd op het chassis van Triumph Vitesse met een zescilinder motor. Bond Cars werd in 1969 overgenomen door de Reliant Motor Company die al een vergelijkbare auto in haar programma had: de Reliant Scimitar. De Bond sportwagens gingen dan ook in 1970 uit productie. 

### Bond 875 (1965-1970)

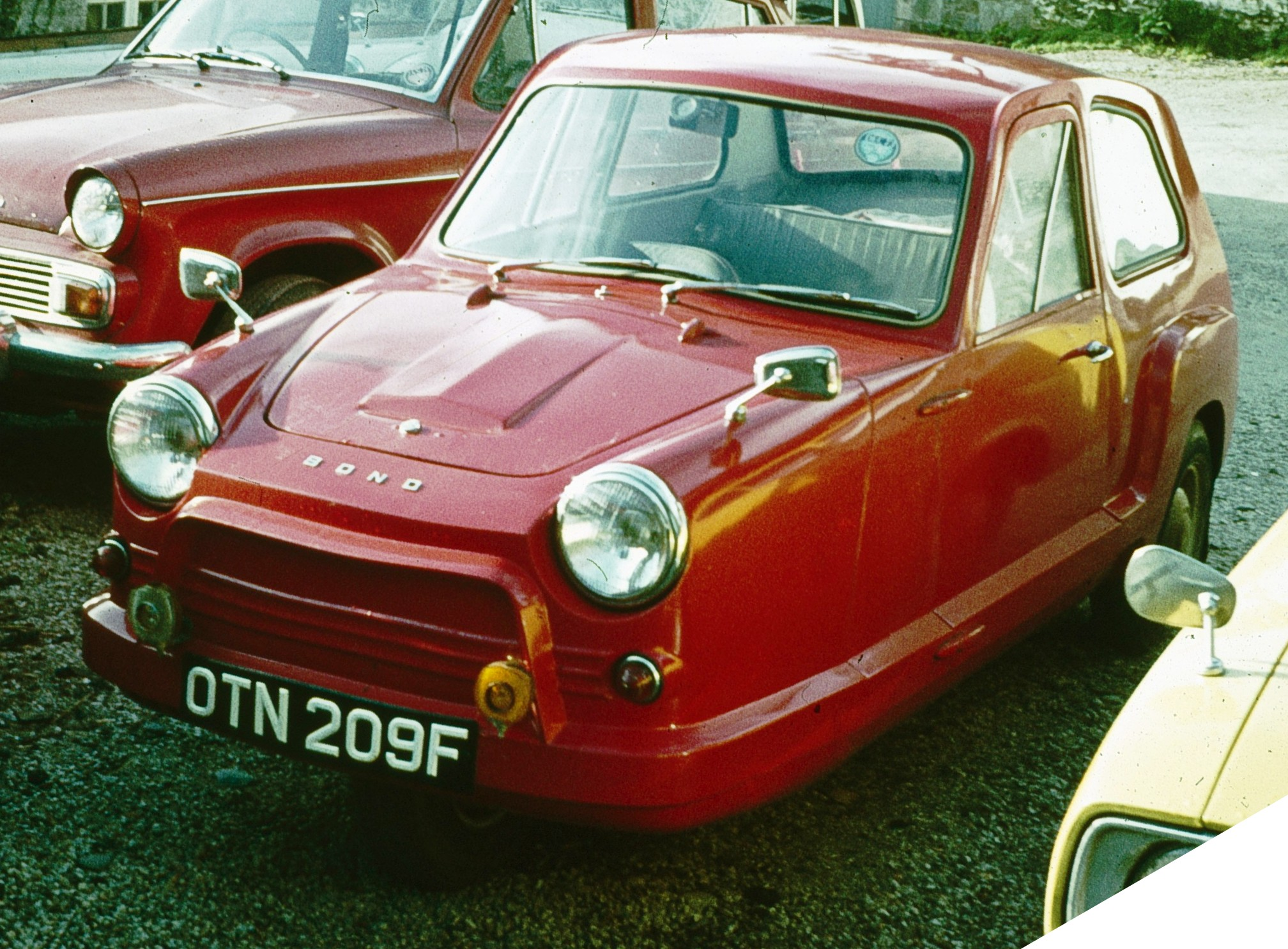
Bond 875 Mark 1 saloon

In augustus 1965 werd de Bond 875 Saloon gepresenteerd, hoewel de productie pas in de zomer van 1966 op gang kwam. Deze driewieler had een 875cc-Coventry Climax-viercilindermotor. Al snel verscheen een bestelauto-uitvoering, de Ranger, maar deze modellen waren rechtstreekse concurrenten van de Reliant Regal en verdwenen na de overname door Reliant. 

### Bond Bug (1970-1974)

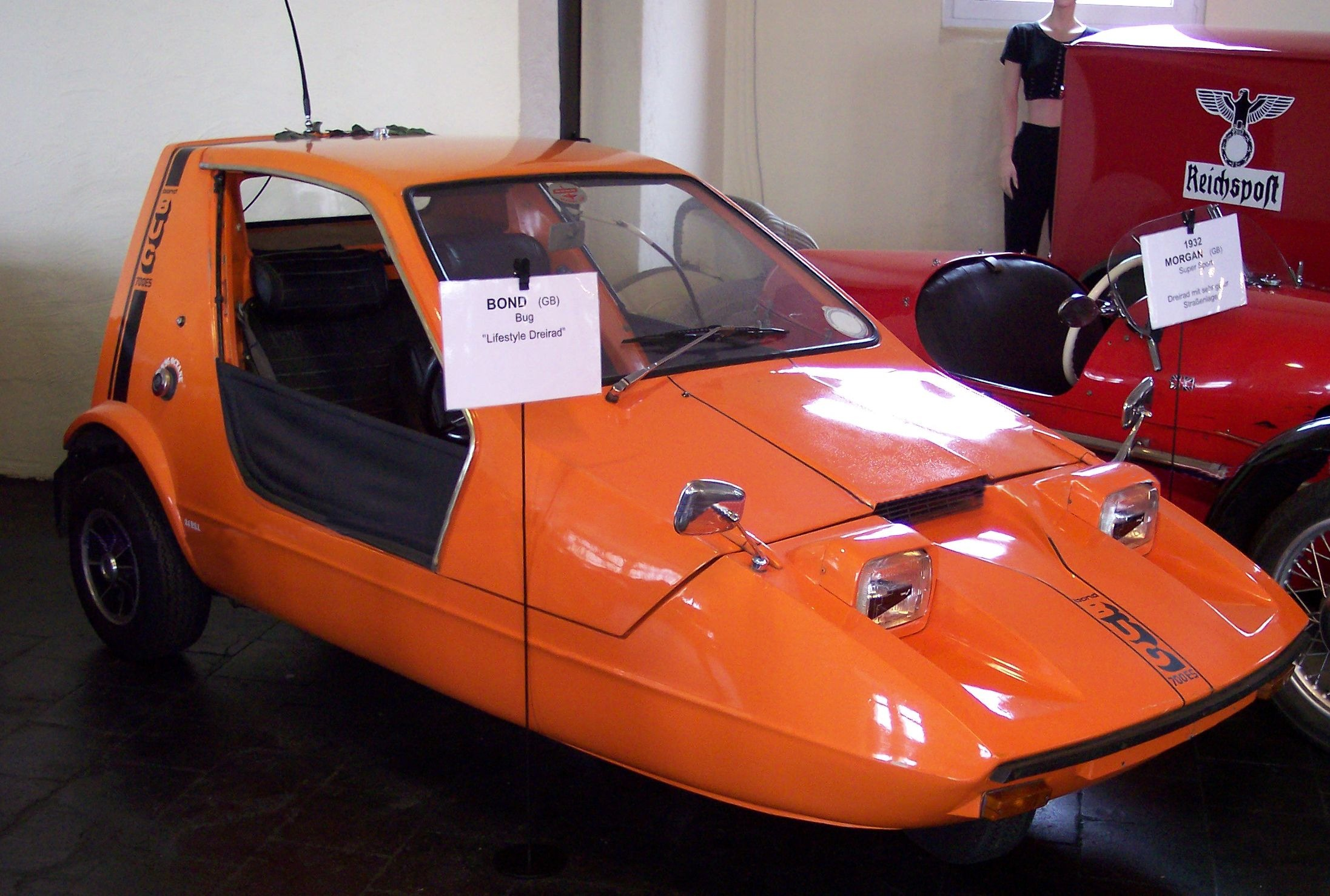
Bond Bug 700 ES

De Bond Bug werd als "Fun Car" door Ogle Design ontworpen voor Reliant en in 1970 op de markt gebracht. In naam was het een "Bond"-auto, maar in werkelijkheid werden er slechts 500 exemplaren in de fabriek in Preston gebouwd. De productie werd verhuisd naar de Reliant-fabriek in Tamworth.  

## Overige producten

### Bond Sea Ranger
Tijdens een bezoek aan Blackpool ontdekte hoofdontwerper Alan Pounder bij toeval in een zijstraat de mallen voor een speedboot. Hij sprak erover met directeur Colonel Gray en ze besloten deze mallen te kopen en naar Preston te brengen. De boten werden begin jaren zestig gebouwd in de glasvezelwerkplaats India Mill aan New Hall Lane in Preston. Het eerste exemplaar had een houten dek en werd getest op Lake Windermere. Het kwam tot een kleine productie, maar waarschijnlijk werden er minder dan tien boten gebouwd. 

### Bond Power-Ski
In 1961 kocht Sharp's Commercials de productierechten en de exclusieve verkooprechten voor Europa van 1.000 catamaran-waterscooters van een Amerikaans bedrijf. Al in hetzelfde jaar werd een exemplaar getest op Fairhaven Lake bij Lytham St Annes en de Power-Ski werd tentoongesteld op de Boat Show in Earls Court. Klanten moesten zelf voor een buitenboordmotor van 5- tot 18 pk zorgen en konden dan "waterskiën zonder de risico's". De productie begon in januari 1962, maar de Power-Ski sloeg niet echt aan en in 1966 werd het restant van de productie- en verkooprechten doorverkocht aan Kirkham's Marine Ltd., dat plannen had de Power-Ski te verkopen aan hotels in kustgebieden. Wat daarvan terecht is gekomen is niet bekend, maar Sharp's Commercials heeft slechts 150 Power-Ski's geproduceerd. 

### Bond Trailer Tent
Net als de Sea Ranger was deze eenvoudige vouwcaravan een idee van hoofdontwerper Alan Pounder, die samen met zijn vrouw mee was geweest op een kampeerweekend met de Bond Owners Club naar Penrith (Cumbria). Hij gebruikte geleende kampeerspullen, waaronder een tent, twee luchtbedden en een kampeerbed. Na een slechte nacht in het lange, natte gras en een ingestort bed, bedacht Pounder dat kamperen wel wat comfortabeler kon. 
Hij kreeg van Colonel Gray toestemming om te gaan experimenteren in zijn eigen werkplaats in de India Mill, waar ook de glasvezel-delen voor de Minicar werden gemaakt. Hij gebruikte ook Minicar-onderdelen, zoals de Flexitor-rubberveren, de 8 inch wielen, verlichting etc. Zo ontstond een 2.59 meter lange en 1.50 meter brede aluminium aanhangwagen met een houten vloer en een deksel dat aan de achterkant scharnierde. Door het deksel achterover te kantelen, de pootjes te plaatsen en het tentframe te monteren kon binnen 1½ minuut de tent worden opgezet, vrij van de grond. Door het deksel, het tentframe en het tentdoek te verwijderen bleef een gewone aanhangwagen over. 
De Trailer-Tent werd vanaf November 1961 aangeboden voor 98 pond. De verkoop verliep niet slecht, maar al snel kwamen er berichten over omgewaaide tenten. Door de totale lengte van 4½ meter en de smalle spoorwijdte was het oppervlak van het tentdoek vatbaar voor de wind. De productie van de Trailer-Tent eindigde al in oktober van 1963, toen er 145 exemplaren geleverd waren. 

### Bond Trek Trailer Tent
Pounder ging echter niet bij de pakken neerzitten en ontwierp een nieuwe vouwwagen, de Trek Trailer Tent. Die was nog steeds 1½ meter breed, maar de totale lengte was teruggebracht tot 2,18 meter. Het deksel was nu van glasvezel gemaakt en scharnierde aan de zijkant. Bij het openen van het deksel ontvouwden frame en tentdoek zich als de kap van een kinderwagen. Zo ontstond een tent met een oppervlakte van 6½ vierkante meter en een hoogte van 2.28 meter. De Trek Trailer Tent kostte compleet 118 pond, maar men kon het onderste (aanhangwagen) deel ook apart kopen voor 65 pond. Misschien door de slechte reputatie van de eerste Trailer Tent vielen de verkoopcijfers erg tegen. De productie begon in mei 1964 maar werd in juli al stilgelegd. Voor de zomervakantie van 1965, in april, werd nog een kleine serie gemaakt, maar de totale productie bedroeg niet meer dan 99 exemplaren. 

## Overname door Reliant
Concurrent Reliant bediende zo ongeveer dezelfde markt als Bond Cars: driewielers die met een motorrijbewijs bestuurd mochten worden en vierwielige sportwagens. In 1969 nam Reliant het bedrijf over. Men was van plan om de fabriek in Preston open te laten, want de productie van de Bond Bug werd daar opgestart. In Preston bouwde men alleen de chassisdelen. De motor en de carrosserie werden vanuit Tamworth overgebracht. Dat verliep niet soepel: er ontstond wrijving tussen de beide bedrijven en in augustus 1970 bracht Reliant de productie van de Bond Bug over naar Tamworth en werd de fabriek in Preston gesloten.